# Madrepora carolina
Madrepora carolina är en korallart som först beskrevs av Pourtalès 1871.  Madrepora carolina ingår i släktet Madrepora och familjen Oculinidae. Inga underarter finns listade i Catalogue of Life.